# ماري غوردون (مربية)
ماري غوردون هي مربية كندية، ولدت في 13 أكتوبر 1947.